# Distrito de Sícchez
El distrito de Sícchez es uno de los diez que conforman la provincia de Ayabaca ubicada en el departamento de Piura en el norte del Perú. Está situado a 1363 metros m s. n. m. Es el distrito más pequeño de la provincia y limita por el norte y por el este con el distrito de Ayabaca; por el sur con el distrito de Montero, y por el oeste con el distrito de Jililí.
Desde el punto de vista de la jerarquía de la Iglesia católica, forma parte de la Diócesis de Chulucanas.

## Historia
El distrito fue creado mediante Ley N° 8243 del 8 de abril de 1936, en el gobierno del Presidente Óscar R. Benavides. Su capital es el centro poblado de Sícchez. Cuentan los historiadores que los Sinchis eran guerreros corpulentos que solían ocupar las partes altas de los cerros aledaños a la provincia de Ayabaca. Junto a los ayahuacas, que ocasionaron gran mortandad entre los incas de Túpac Yupanqui, son considerados los fundadores de este poblado. El nombre del lugar comenzó a distorsionarse con el pasar de las generaciones, hasta adoptar el actual: Sícchez.

## Ubicación y geografía
Sícchez es un distrito ubicado en la zona del Alto Piura, productor de café, caña de azúcar (derivados: azúcar, chancaca, aguardiente), frutas, etc. Tiene una superficie territorial de 33,1 km² y una población de 1 642 habitantes. La capital es el centro poblado de Sícchez, ubicado a 1.363 metros de altura.
Comprende los siguientes caseríos: La Loma, La Pampa, Los Paltos, Luplun, Oxahuay, Guayabo, Las Vegas, Guirguir y la hacienda Hualambi.

## Demografía

### Centros poblados
- Urbanos
  - Sícchez, con 453 hab.
  - Oxahuay, con 640 hab.

- Rurales 
  - Sicchezpampa, con 184 hab.
  - Las Vegas, con 180 hab.
  - Monterrico, con 180 hab.
  - Los Paltos, con 124362 hab.
  - Guayabo, con 155 hab.

- Población dispersa: 323 hab.

## Autoridades

### Municipales
- 2019-2022[2]
  - Alcalde: Octavio Chuquihuanga Cunya

- 2015-2018[2]
  - Alcalde: Porfirio Machacuay Yamo, de la Unión Democrática del Norte (UDN).
  - Regidores: Wilmer Granadino Cunya (UDN), Roel Poma Ludeña (UDN), Amado Villalta Quispe (UDN), Rosa Hereida Yanayaco Parrilla (UDN), Fany Rivera Lloclla (Fuerza Regional).
- 2011-2014[3]
  - Alcalde: Porfirio Machacuay Yamo, del Movimiento Independiente Fuerza Regional (FR).
  - Regidores: Wilmer Granadino Cunya (FR), Fernando Cunyarache Morocho (FR), Luis Maldonado Culquicóndor (FR), Vilma Mulatillo Chamba (FR), Luis Octavio Peña Seminario (Unidad Popular Regional).[4]
- 2007–2010: Segundo Octavio Chuquihuanga Cunya.

2019 -2023:Segundo Octavio Chuquihuanga Cunya

### Policiales
- Comisario: Mayor PNP .

### Religiosas
- Diócesis de Chulucanas[5]
  - Obispo: Mons. Daniel Thomas Turley Murphy (OSA).[6]
- Parroquia
  - Párroco: Pbro.

## Festividades
| Fecha            | Nombre en español        | Nombre local        | Notas                   |
| ---------------- | ------------------------ | ------------------- | ----------------------- |
| 29 de junio      | Fiesta de San Pedro      | Día de San Pedro    |                         |
| 21 de agosto     | Aniversario del Distrito | Fiesta del Distrito |                         |
| 15 de septiembre | Fiesta del Señor Cautivo | Fiesta del Cautivo  | Fiesta Patronal Oxahuay |
| 30 de noviembre  | Fiesta de San Andrés     | Día de San Andrés   |                         |

## Educación y cultura

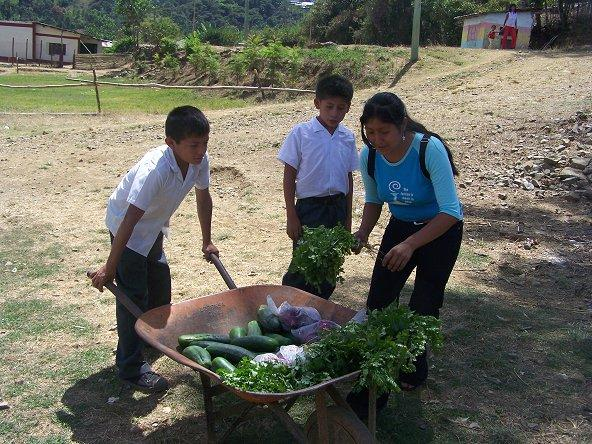
Escolares en el huerto.

En materia educativa, Sícchez ha dado un gran avance con la enseñanza de agricultura a los alumnos del primer al quinto grado de secundaria. Para ello, se dispuso de un pequeño huerto donde los escolares aprenden las técnicas de cultivo de betarraga, pepinillo, cebolla, repollo, culantro, zanahoria, entre otras verduras.

### Gastronomía
Los platos más representativos de la zona son:
Mote con Chancho

Consiste en maíz amarillo pelado y sancochado hasta que reviente el grano y carne de chancho, rellenas y chicharrones fritos, se sirve caliente, pero también puede consumirse frío en “fiambre” razón por la cual lo llaman un potaje de campaña.
El Repe

Es un potaje que reemplaza a la sopa, se prepara sancochado el guineo (plátano “común” verde) luego se tritura bien y se le agrega agua hervida hasta quedar espeso, se le pone a fuego lento agregando queso fresco desmenuzado. En una olla aparte se hace un aderezo con ajo, aceite, condimentos y sal al gusto.
Sopa de Arvejas con Guineo

Es un plato preparado a base de arvejas secas sancochadas, el agua en donde se han sancochado se descarta, luego se les agrega agua, guineo “enano” picado a cuadritos y sal al gusto, cocinar por 30 minutos. En una sartén se prepara un guiso que se agrega a la sopa, se le añade culantro y orégano para mejor sabor.